# 이카리이시촌
이카리이시촌(일본어: 碇石村)은 일본 구마모토현 아마쿠사군에 설치되었던 촌이다. 

## 역사
- 1889년 4월 1일 - 정촌제 시행에 수반해 아마쿠사군 이카리이시촌이 성립하였다.
- 1954년 11월 1일 - 미야지촌, 나카다촌, 오타오촌과 합병해 신와정이 성립하였다.

## 참고 문헌
- 角川日本地名大辞典編纂委員会, 『角川日本地名大辞典 43 熊本県』1987, 角川書店
- 「新和のあゆみ 新和町合併50周年記念誌」2004年